# Alpina redifasciata
Alpina redifasciata är en fjärilsart som beskrevs av Eugen Wehrli 1921. Alpina redifasciata ingår i släktet Alpina och familjen mätare. Inga underarter finns listade i Catalogue of Life.